# Censura en MTV

La censura en MTV, primera y más famosa cadena de televisión en Estados Unidos

La censura en MTV ha sido tema de debate durante años. MTV, la primera y más famosa cadena de televisión musical de Estados Unidos, ha sido criticada por ser demasiado correcta y sensible políticamente, censurando parte de su programación. A lo largo del tiempo, MTV ha alterado o quitado shows de la programación en respuesta a quejas recibidas.Vídeos musicales han sido censurados, movidos a horarios nocturnos o prohibidos totalmente en el canal por diversos contenidos controversiales.

## Corrección política
MTV ha sido criticado por ser muy políticamente correcto y sensible cuando se trata de censura. Esto fue más prevalente en el popular programa Jackass, el cual fue sujeto de censura continuamente durante la década de los años 2000. La popularidad del programa combinado con la  propensión de que los espectadores jóvenes imitaran las acciones riesgosas derivó en controversias. A pesar de las advertencias mostradas en el programa de no recrear las escenas peligrosas, el programa fue culpado de muchas lesiones. En 2001 el entonces Senador Joe Lieberman instó a Viacom a tomar mayor responsabilidad sobre el contenido del programa lo cual derivó en que sólo se transmitiera el programa después de las 10 p.m. Los creadores de Jackass sentían que los productores de MTV no dejaban que el programa siguiera su curso debido a las excesivas restricciones en el equipo después de las declaraciones de Lieberman. Estas limitaciones eventualmente llevaron a la partida de varios miembros del reparto y al fin del programa.
La influencia de MTV también afectó a su famoso programa animado, Beavis and Butt-head. A raíz de la controversia que siguió a que un niño quemara su casa después de ver el programa los productores movieron el programa de su horario original de las 7 p.m. a las 11 p.m. También, la tendencia de Beavis para prender un encendedor y gritar "¡fuego!" fue eliminado de los nuevos episodios, y las escenas controversiales fueron eliminadas de los episodios existentes antes de las retransmisiones. Algunas de las ediciones fueron tan extensas que cuando el creador de la serie Mike Judge compiló los DVD de colección de la serie encontró que "algunos de los episodios quizás no existan en su versión original".
El Parents Television Council ha argumentado que mucho del contenido censurado en MTV es fácilmente reconocible por el contexto que se presenta.

### Religión y raza
En los años 1980, el grupo de padres vigilantes de contenido, conocido como el PMRC, criticó a MTV por ciertos videos musicales que fueron señalados por tener imágenes explícitas de Satanismo. MTV desarrolló una política estricta que se rehúsa a emitir videos que pueden mostrar rendiciones al diablo o fanatismo antirreligioso. Esto llevó a MTV a prohibir los videos Jesús christ pose de Soundgarden y Megalomaniac de incubus. 

## Videos musicales censurados
MTV ha editado con frecuencia videos musicales para eliminar letras que hacen referencia a las drogas, sexo, desnudez, violencia, armas, homofobia, suicidio, religión o publicidad, y elimina completamente palabras altisonantes. 
Normalmente, todas las calumnias raciales están censuradas en los videos de MTV. MTV ha enfatizado la conciencia de diversidad y tolerancia raciales para personas de todas las razas y religiones.
Algunos ejemplos de letras editadas son:
- En la canción "Beautiful Girls" de Sean Kingston, la palabra "suicida" en el coro fue cambiada a "en negación".[6]
- En "This Love" de Maroon 5 se silenciaron las canciones "coming" y "sinking" por sus posibles connotaciones sexuales.
- "Pumped Up Kicks" de Foster the People fue editada para eliminar referencias que desafiaban a la gente a "ganarle a mi arma" y correr "más rápido que mi bala".[7]

### Videos trasladado a horarios nocturnos
En un intento de reconocer las críticas de contenido arriesgado, MTV ha movido algunos videos a la noche y madrugada en formato censurado.

#### Contenido sexual
- "If I Could Turn Back Time" de Cher fue retrasado hasta después de las 9 p.m. debido a la ropa reveladora de la cantante.
- "Baby Got Back" de Sir Mix-a-Lot solo era transmitida después de las 9 p.m. por las representaciones de cuerpos de mujeres (la cadena recientemente había instaurado una política en contra de mostrar partes del cuerpo de mujeres sin referencia a una cara).[8]
- "Closer" de la banda estadounidense de rock industrial Nine Inch Nails fue fuertemente censurada cuando fue transmitida en MTVA dado a sus imágenes sexualmente explícitas que contenían a una mujer calva desnuda usando un antifaz de crucifijo, al líder de NIN Trent Reznor en bondage, la imagen de una vulva, además de la letra de la canción "I wanna fuck you like an animal." El contenido objetable fue reemplazado con una imagen que decía  "escena faltante".
- La canción "Étienne" de Guesch Patti fue trasladada a la rotación nocturna en MTV Europa en 1987 debido a una escena de striptease.
- En febrero de 2004, después del controversial show medio tiempo del  Super Bowl XXXVII en el cual el intérprete Justin Timberlake expuso el pecho de su co-intérprete Janet Jackson, MTV realizó varios esfuerzos de limitar la rotación diurna de videos musicales que pudieran ser dar la percepción de tener mucho contenido sexual. Algunos de estos videos fueron:
  - "Hotel" de Cassidy
  - "I Miss You" de Blink-182
  - "Salt Shaker" de Ying Yang Twins
  - "Splash Waterfalls" de Ludacris
  - "The Jump Off" de Lil' Kim
  - "This Love" by Maroon 5
  - "Dirrty" de Christina Aguilera
  - "Toxic" de Britney Spears

#### Misoginia
- "Smack My Bitch Up" de The Prodigy inicialmente fue puesta en rotación nocturna en el programa 120 minutos de MTV en 7 de diciembre de 1997 ya que contenía una pelea de puños, escenas sexuales y lenguaje misógino en la letra,[9] sin embargo fue eliminada de la rotación completamente después de 2 semanas, una decisión que fue respaldada por el grupo feminista, la Organización Nacional de Mujeres.[10] En 2002, MTV2 transmitió este video en su especial Los Videos Más Controversiales.

#### Contenido político
- En 2002, sólo MTV2 reproducía el video "Gotta Give the Peeps What They Need" de Public Enemy ya que contenía "liberen a Mumia" en la letra.[11][12]
- En 2004, el video de "Megalomaniac" de Incubus fue trasladado a la rotación nocturna por sus representaciones de Adolf Hitler y de personas bebiendo petróleo.[13]
- También en 2004, la supuesta glorificación de la violencia con armas llevó a MTV a reproducir una versión editada del video "99 Problems" de Jay-Z sólo entre las 6 p.m. y 6 a.m.[14]